# Chiesa cattolica in Australia
La Chiesa cattolica in Australia è parte della Chiesa Cattolica universale, sotto la guida spirituale del Papa e della Santa Sede.
Ne fanno parte circa 5,4 milioni di cattolici, pari al 25,3% della popolazione, ed è la maggior Chiesa per numero di fedeli del paese, se si considerano separatamente le confessioni che compongono il variegato insieme protestante. La Chiesa cattolica è suddivisa in 7 arcidiocesi e 32 diocesi, con circa 3.000 preti e 9.000 uomini e donne appartenenti a ordini religiosi.

Persone che si identificano come cattolici in percentuale della popolazione totale in Australia divisi geograficamente per territorio statistico, su dati del censimento del 2011.

Fino al censimento del 1986, la confessione con più fedeli era la Comunione anglicana dell'Australia, ma successivamente è aumentata la Chiesa cattolica. Si ritiene che un fattore importante sia stato il cambiamento nella politica sull'immigrazione del governo, che ha incrementato il numero di immigrati da paesi diversi dal Regno Unito. La percentuale di cattolici aumenta ogni anno, ma più lentamente che in passato e rispetto alla crescita demografica e molti australiani non sono praticanti.

## Storia
William Bernard Ullathorne (1806-1889) fece pressioni su papa Gregorio XVI per istituire circoscrizioni ecclesiastiche in Australia. Ullathorne risiedette in Australia fra il 1833 e il 1836 come vicario generale del vescovo William Morris (1794-1872), la cui giurisdizione si estendeva alle missioni australiane.
Nel 1836 fu poi approvata nel Nuovo Galles del Sud (che allora comprendeva l'intera Australia esclusa solo la Tasmania) la Church Law 1836 che metteva fine ad ogni privilegio per l'anglicanesimo e anzi provvedeva a fornire aiuti economici anche a cattolici e presbiteriani. Da allora la Chiesa cattolica crebbe velocemente e costantemente tanto che già nel 1842 il vicariato apostolico nato nove anni prima divenne l'arcidiocesi di Sydney con due diocesi suffraganee.
Il 22 marzo 1976, in forza della lettera apostolica Australiani terram di papa Paolo VI, le circoscrizioni ecclesiastiche australiane sono passate dalla giurisdizione della Congregazione per l'evangelizzazione dei popoli al diritto comune.

## Organizzazione ecclesiastica

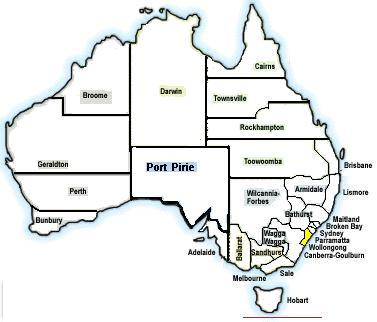
Mappa delle diocesi cattoliche dell'Australia.

Attualmente le diocesi, suddivise per province ecclesiastiche, sono le seguenti:

### Rito latino
- Arcidiocesi di Adelaide con le suffraganee:
  - Diocesi di Darwin
  - Diocesi di Port Pirie
- Arcidiocesi di Brisbane con le suffraganee:
  - Diocesi di Cairns
  - Diocesi di Rockhampton
  - Diocesi di Toowoomba
  - Diocesi di Townsville
- Arcidiocesi di Melbourne con le suffraganee:
  - Diocesi di Ballarat
  - Eparchia dei Santi Pietro e Paolo di Melbourne degli Ucraini ("incorporata", non suffraganea)
  - Diocesi di Sale
  - Diocesi di Sandhurst
- Arcidiocesi di Perth con le suffraganee:
  - Diocesi di Broome
  - Diocesi di Bunbury
  - Diocesi di Geraldton
- Arcidiocesi di Sydney con le suffraganee:
  - Diocesi di Armidale
  - Diocesi di Bathurst
  - Diocesi di Broken Bay
  - Diocesi di Lismore
  - Diocesi di Maitland-Newcastle
  - Diocesi di Parramatta
  - Diocesi di Wagga Wagga
  - Diocesi di Wilcannia-Forbes
  - Diocesi di Wollongong
- Immediatamente soggette alla Santa Sede
  - Arcidiocesi di Hobart
  - Arcidiocesi di Canberra e Goulburn
  - Ordinariato militare in Australia
  - Ordinariato personale di Nostra Signora della Croce del Sud

### Riti orientali
- Eparchia di San Marone di Sydney (Chiesa maronita)
- Eparchia di San Michele di Sydney dei Melchiti (Chiesa cattolica greco-melchita)
- Eparchia di San Tommaso Apostolo di Melbourne (Chiesa cattolica siro-malabarese)
- Eparchia di San Tommaso Apostolo di Sydney dei Caldei (Chiesa cattolica caldea)
- Eparchia dei Santi Pietro e Paolo di Melbourne degli Ucraini (Chiesa greco-cattolica ucraina, "incorporata" nella provincia ecclesiastica di Melbourne)

## Nunziatura apostolica

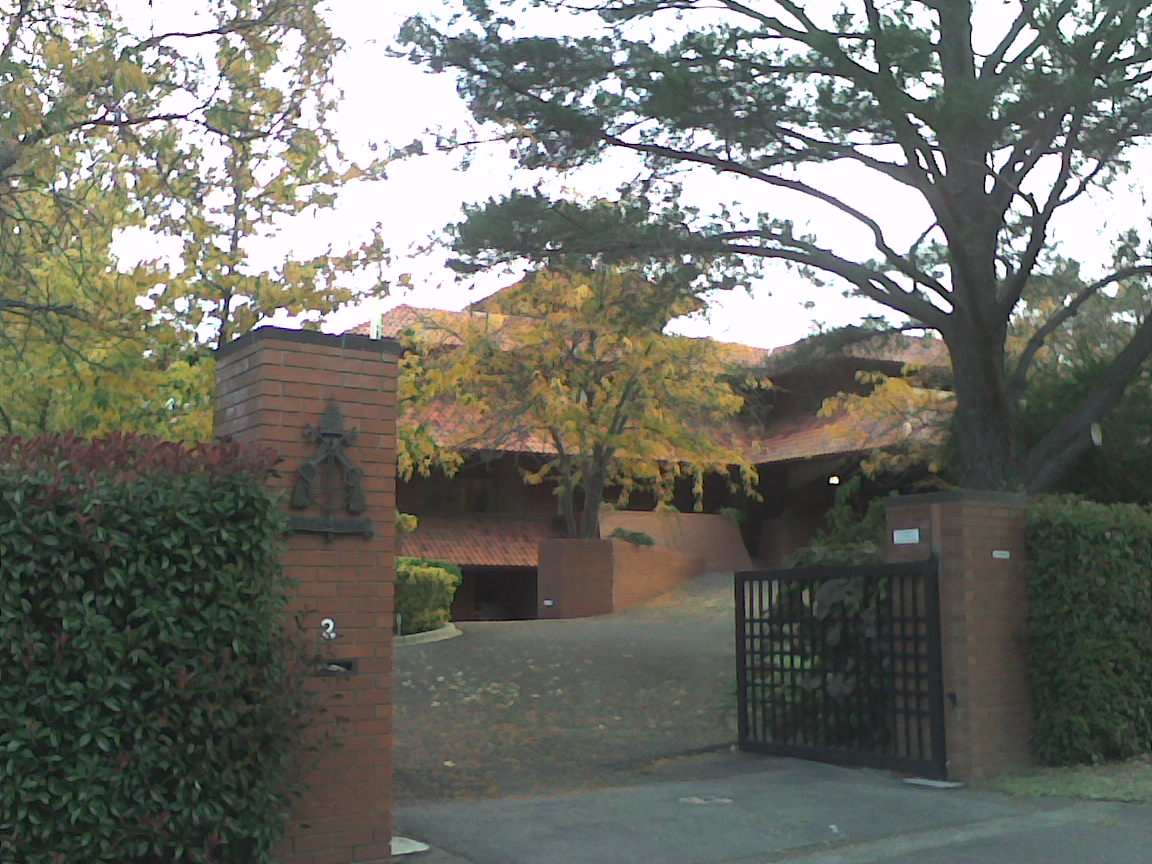
Sede della nunziatura apostolica a Canberra

La delegazione apostolica dell'Australia fu istituita il 15 aprile 1914, e venne rinominata in Australasia nel 1921. Dal 1919 comprendeva tutti i territori dell'Oceania, compresa l'Indonesia.
Nel 1921 cedette la giurisdizione sulle isole Marshall, Caroline e Marianne al delegato apostolico del Giappone, quella sulle isole Hawaii al delegato apostolico degli Stati Uniti d'America e quella sul vicariato apostolico di Guam al delegato apostolico delle Filippine.
L'8 giugno 1947, in seguito all'istituzione della delegazione apostolica dell'Indonesia, con il decreto Cum per decretum di Propaganda Fide la delegazione apostolica dell'Australasia mutò il proprio nome a favore di delegazione apostolica di Australia, Nuova Zelanda e Oceania.
Il 1º novembre 1968, con l'istituzione della delegazione apostolica della Nuova Zelanda e dell'Oceano Pacifico, la delegazione apostolica di Australia, Nuova Zelanda e Oceania assunse il nuovo nome di delegazione apostolica di Australia e Papua Nuova Guinea, in forza del breve Cum opportunum di papa Paolo VI.
La nunziatura apostolica dell'Australia è stata istituita il 5 marzo 1973 con il breve Quoniam universae del medesimo papa Paolo VI.

### Delegati apostolici
- Bonaventura Cerretti † (5 ottobre 1914 - 6 maggio 1917 nominato segretario della Congregazione per gli affari ecclesiastici straordinari)
- Bartolomeo Cattaneo † (19 maggio 1917 - 1933 ritirato)
- Filippo Bernardini † (13 marzo 1933 - 10 ottobre 1935 nominato nunzio apostolico in Svizzera)
- Giovanni Panico † (15 ottobre 1935 - 28 settembre 1948 nominato nunzio apostolico in Perù)
- Paolo Marella † (27 ottobre 1948 - 15 aprile 1953 nominato nunzio apostolico in Francia)
- Romolo Carboni † (28 settembre 1953 - 2 settembre 1959 nominato nunzio apostolico in Perù)
- Maximilien de Fürstenberg † (21 novembre 1959 - 28 aprile 1962 nominato nunzio apostolico in Portogallo)
- Domenico Enrici † (1º ottobre 1962 - 26 aprile 1969 nominato nunzio apostolico nel Regno Unito)
- Gino Paro † (5 maggio 1969 - 5 marzo 1973 nominato pro-nunzio apostolico)

### Pro-Nunzi apostolici
- Gino Paro † (5 marzo 1973 - 1978 dimesso)
- Luigi Barbarito † (10 giugno 1978 - 21 gennaio 1986 nominato pro-nunzio apostolico nel Regno Unito)
- Franco Brambilla † (22 febbraio 1986 - 3 dicembre 1998 ritirato)

### Nunzi apostolici
- Francesco Canalini (3 dicembre 1998 - 8 settembre 2004 nominato nunzio apostolico nel Liechtenstein e in Svizzera)
- Ambrose Battista De Paoli † (18 dicembre 2004 - 10 ottobre 2007 deceduto)
- Giuseppe Lazzarotto (22 dicembre 2007 - 18 agosto 2012 nominato nunzio apostolico in Israele e delegato apostolico a Gerusalemme e in Palestina)
- Paul Richard Gallagher (11 dicembre 2012 - 8 novembre 2014 nominato segretario per i Rapporti con gli Stati)
- Adolfo Tito Yllana (17 febbraio 2015 - 3 giugno 2021 nominato nunzio apostolico in Israele e a Cipro e delegato apostolico a Gerusalemme e in Palestina)
- Charles Daniel Balvo, dal 17 gennaio 2022

## Conferenza episcopale

Logo della Conferenza dei vescovi cattolici australiani.

Elenco dei presidenti della Conferenza dei vescovi cattolici australiani:
- Cardinale Norman Gilroy (1958 - 1971)
- Cardinale James Darcy Freeman (1971 - 1983)
- Arcivescovo Francis Roberts Rush (1983 - 1986)
- Cardinale Edward Clancy (1986 - 2000)
- Arcivescovo Francis Carroll (2000 - 5 maggio 2006)
- Arcivescovo Philip Edward Wilson (5 maggio 2006 - 4 maggio 2012)
- Arcivescovo Denis James Hart (4 maggio 2012 - 4 maggio 2018)
- Arcivescovo Mark Benedict Coleridge (4 maggio 2018 - 6 maggio 2022)
- Arcivescovo Timothy Costelloe, S.D.B., 6 maggio 2022

Elenco dei vicepresidenti della Conferenza dei vescovi cattolici australiani:
- Arcivescovo John Alexius Bathersby (2000 - 5 maggio 2006)
- Arcivescovo Barry James Hickey (5 maggio 2006 - 4 maggio 2012)
- Arcivescovo Philip Edward Wilson (4 maggio 2012 - 4 maggio 2016)
- Arcivescovo Mark Benedict Coleridge (4 maggio 2016 - 4 maggio 2018)
- Arcivescovo Anthony Colin Fisher, O.P., dal 4 maggio 2018

Elenco dei segretari generali della Conferenza dei vescovi cattolici australiani:
- Presbitero Brian Joseph Lucas, dal 2002